# Ян Юнь
Ян Юнь (杨恽, д/н — 54 до н. е.) — китайський державний діяч, поет часів династії Хань.

## Життєпис

### Молоді роки
Народився він у 90-х роках I ст. до н. е. Син доньки історика Сима Цяня та канцлера (ченсяна) Ян Чана. Отримав прекрасну освіту. Втім внаслідок смерті батька у 74 році до ню. е. вимушений був витримати 3-річний траур. Водночас Юнь віддав 5 000 000 мідних монет, успадкованих від батька, членам свого клану, а кілька мільйонів, успадкованих від мачухи, її братам. Тому лише у 71 році до н. е. поступив на державну службу за протекцією брата Ян Чжана. Ян Юнь отримав посаду в охороні палацу (лан) — вищої категорії (чжунлан), та незабаром зайняв «верхового, що постійно супроводжує імператора» (чаншицзи).
Незадовго до серпня-вересня 66 року до н. е., він отримав ще одну посаду — понадштатну — начальника відомства «лівого боку» (цзоцао). Тоді ж Ян Юнь довідався про змову членів клану Хо (Хо Юя та інших) з метою заколоту проти імператора Сюань-ді і довів це до відома генерала чинів охорони палацу (чжунланцзян) Цзінь Аньшаня, а потім в присутності імператора повідомив про відомі йому обставини. Бунтівники були страчені, а у вересні—жовтні 5 осіб, що розкрили змову, отримали титули хоу, на кшталт графа.

### Кар'єра
Ян Юнь став пінтун-хоу та був переведений на посаду чжунланцзяна, яку займав до 61 року до н. е.
На цій посаді він проявив себе як реформатор — змінив положення підпорядкованих йому ланів, девчому зрівнявши можливості багатих і бідних. До того лан при виході з палацу платив з особистих коштів за пов'язані з цим офіційні документи. Здатного заплатити називали «чин охорони» (шаньлан). Раз на 5 днів лан приходив з палацу додому на вихідний відпочити, вимитися і «помити волосся». Але, захворівши, він повинен був відшкодувати кожен день відпустки через хворобу одним вихідним. У результаті інші бідні лани більше року не могли «вимити голову», а багатії щоденно виходили з палацу розважитися. Дехто з багатих отримував за гроші хороший підвідомчий відділ, ширилося хабарництво. Ян Юнь скасував «чинів охорони», передав великому міністру землеробства (дасинуну) довгостроковий (на рік) план витрат свого відомства, а той профінансував його з казенних коштів (замість особистих коштів ланів). Він став давати відпустки по хворобі, для відпочинку, відвідування батьків і вихідні, щоб «вимити волосся» лише згідно з законами і наказами. Юнь негайно доповідав, що треба зняти з посади лана або імператорського посланця (ечже) з відомства гуанлусюня, який вчинив злочин, але в той же час рекомендував підвищити в чинах тих, кого відрізняли високі досягнення, відмінна поведінка і здібності — дехто з них навіть став губернатором або одним з дев'яти міністрів. В результаті лани духовно змінилися, з хабарництвом і проханнями про аудієнції в корисливих цілях було покінчено, накази виконувалися, заборони діяли, в палаці запанувала одностайність.
У зв'язку з цим у 61 році до н. е. Ян Юня було переведений на посаду гуанлусюня (міністерство «володаря блискучих заслуг», займалося призначенням державних службовців) і додатково отримав понадштатну посаду інспектора чиновників (чжулі). Тут він дуже зблизився з імператором. На цій посаді він просував ідею збройної боротьби проти кочового племені сюнну. У зв'язку з цим увійшов у протиріччя з імператорським секретарем (юйши дафу) Сяо Ванчжі. Зрештою перемогла — у 56 році до н. е. — перемогла думка Ян юня, а Сяо Ванчжі було відсторонено від займаної посади.

### Падіння й смерть
Втім у 56 році до н. е. колега Ян Юня великий візник (тайпу, своєрідний міністр транспорту) Дай Чанле подав наклеп, згідно з яким Ян Юнь критикував дії імператора Сюань-ді. Міністр правосуддя (тінвей) Юй Дінго вважав, що Юнь винен, хоч і не визнає цього, і доповів Сюань-ді. Юня кинули в оглядову вежу північних воріт палацу, його дружину і дітей — до в'язниці. Але Сюань-ді змилостивився над своїм міністром й в січні—лютому 55 року до н. е. обмежився звільненням Ян Юня (Дай Чанле також відправили у відставку) і розжалуванням у простолюдини.
Ян Юнь поселився у сільській місцини, де став займатися землеробством та торгівлею зерном. На прохання друзів вести життя відставного сановника відповідав відмовою. 9 травня 54 року до н. е. відбулося затемнення сонця, і дрібний чиновник на ім'я Чен, підлеглий конюха, подав імператору доповідь, що знамення викликав Юнь, бо він «гордовитий, марнотратний і не розкаявся у своїй вині». Міністр правосуддя досліджував докази проти Юня, і в руки йому потрапив лист Ян Юня губернатора Сунь Хуей-цзуна, де містилася зневага до імператорської служби.
Коли Сюань-ді прочитав його, то зненавидів Юня. Міністр кваліфікував його провину як «велику норовистість і порушення шляхи космічної гармонії». наприкінці року Юня було страчений шляхом розрубанням надвоє в попереку, дружина і діти його були переселені в округ Цзюцюань.

## Поезія
Активно зайнявся творчістю після власної відставки. Свої вірші Ян Юнь викладав у листах своїм друзям. Вони стосувалися побутових справ, політичних подій. Головний мотив багатьох віршів — краще пити, співати, танцювати та мати інші задоволення, ніж шукати «багатства і високого становища» на державній службі. Цей мотив згодом використовували відомі китайські поети, зокрема Пань Юе, Лі Бо, Сюе Тао.